# Descartes defektusokra vonatkozó tétele
Descartes tétele (René Descartes, 1596–1650) a konvex poliéderekben a csúcsokhoz tartozó defektusok összegéről kimondja, hogy ez az összeg 720° (vagy 4π radián). Valamely csúcs defektusa a csúcshoz tartozó élszögek összege kivonva a teljes szögből (azaz 180°-ból vagy 2π-ből); a defektus mindig pozitív.